# Крижишче
Крижишче (словен. Križišče) је насељено место у општини Севница, Посавска регија, Словенија.

## Историја
До територијалне реорганизације у Словенији било је у саставу старе општине Севница. Као самостално насеље Крижишче постоји од 2008. године. Настало је спајањем издвојених делова од насеља Габрје и Говеји Дол.

## Становништво
У попису становништва из 2011. године, Крижишче је имало 39 становника.
| Број становника према пописима |
| ------------------------------ |
| 2011                           |
| 39                             |

Напомена: Године 2008. настала спајањем посебних делова из насеља Габрје и Говеји Дол.